# عفو إغبارية
عفو إغبارية (بالعبرية: עפו אגבאריה، ولد في 13 مايو 1949) هو سياسي عربي إسرائيلي وعضو سابق في البرلمان الإسرائيلي الكنيست عن الجبهة الديموقراطية للسلام والمساواة «حداش (חד"ש)» في الفترة ما بين 2009 و2015.

## السيرة
ولد عفو إغبارية في أم الفحم، ودرس الطب في جامعة سانت بطرسبرغ الحكومية في روسيا، ويحمل شهادة الدكتوراه. حيث تأهل ليكون طبيبًا، وفي وقت لاحق عمل في الجراحة. هو متزوج ولديه ثلاثة أبناء.
وهو عضو في المكتب السياسي للحزب الشيوعي الإسرائيلي. قبل الانتخابات التشريعية الإسرائيلية عام 2006 فاز بالمقعد الرابع في انتخابات تركيب قائمة الجبهة الديموقراطية للسلام والمساواة «حداش (חד"ש)» لخوض انتخابات الكنيست. وبقي بالمقعد الرابع في انتخابات عام 2009، حيث ارتفعت عدد مقاعد الحزب إلى أربعة بعدما هبطت إلى ثلاثة. في 15 يونيو 2010 شارك عفو إغبارية في اجتماع للبرلمان الأوروبي، حيث طالب بمحاكمة القادة الإسرائيليون أمام المحكمة الجنائية الدولية، واتهم إسرائيل بمهاجمة "جيرانها ومواطنيها العرب من دون توقف" خلال 62 عامًا من وجودها. وأعيد انتخابه مرة أخرى في عام 2013.
قبل انتخابات عام 2015 أعلن أنه لن يرشح نفسه. إلا أنه في نهاية المطاف كان عفو إغبارية ضمن مرشحو القائمة المشتركة لانتخابات الكنيست العشرين، وهي تحالف منالجبهة الديموقراطية للسلام والمساواة «حداش (חד"ש)» وأربعة أحزاب عربية، وقد فاز التحالف بثلاثة عشر مقعدًا.

## وصلات خارجية
- عفو إغبارية على موقع الكنيست